# Hilario López
Hilario López (18 de novembro de 1907 - 17 de junho de 1965) foi um futebolista mexicano. Ele competiu na Copa do Mundo de 1930, sediada no Uruguai.